# Malhaniya
Malhaniya (en népalais : मलहनीयाँ) est un comité de développement villageois du Népal situé dans le district de Saptari. Au recensement de 2011, il comptait 7 820 habitants.